# Jarmund/Vigsnæs AS Arkitekter

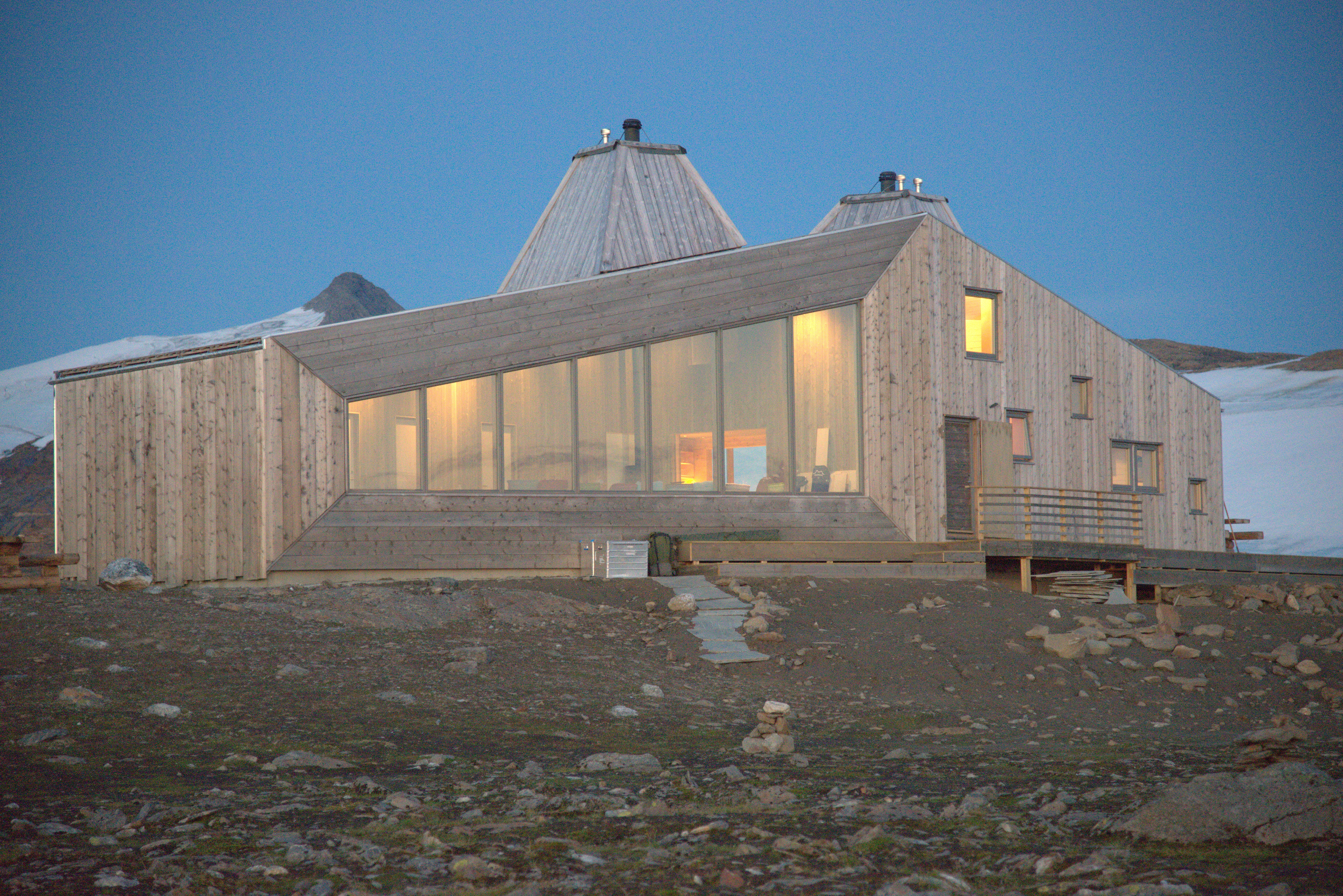
Rabothytta

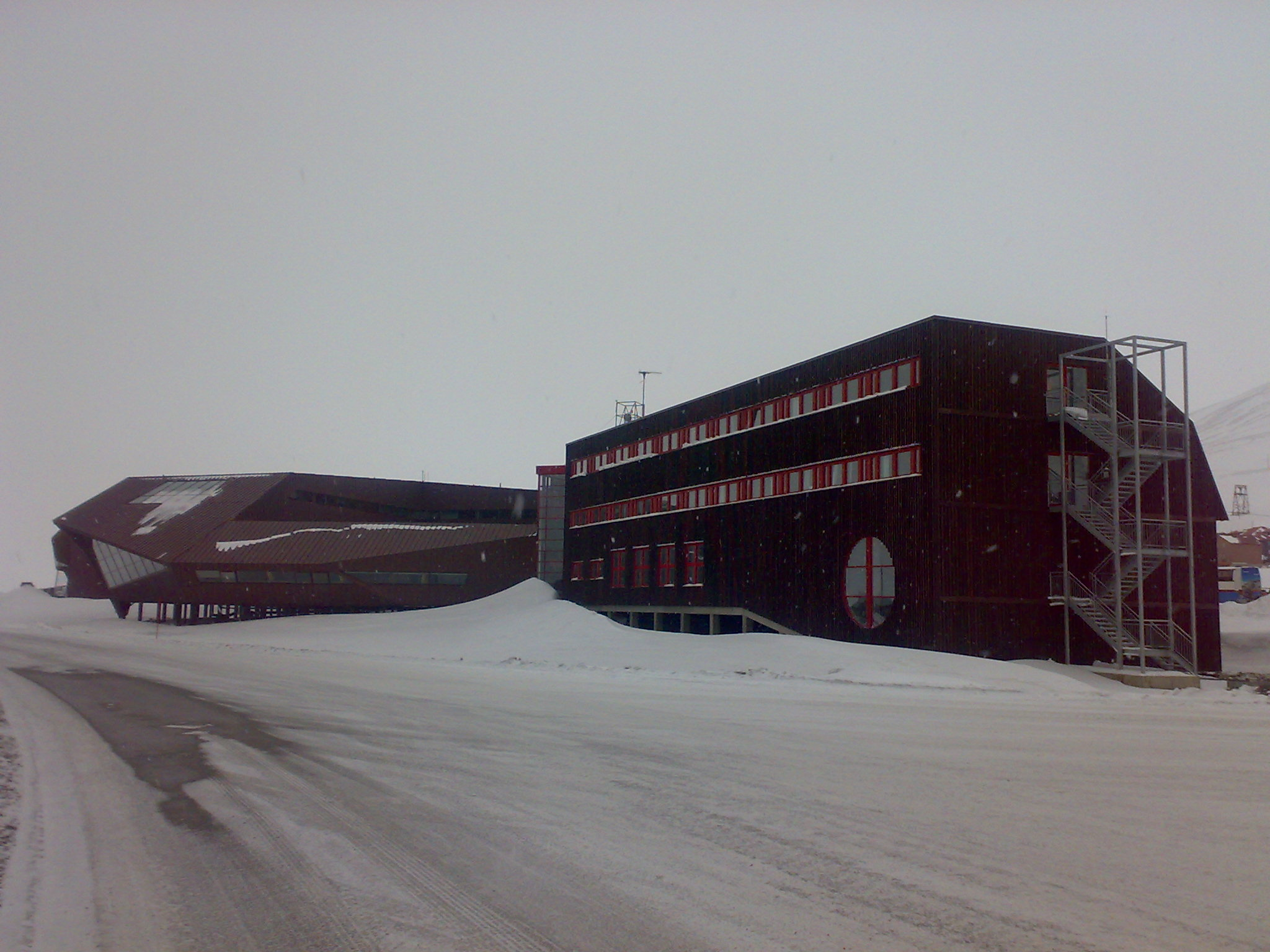
Svalbard forskningspark

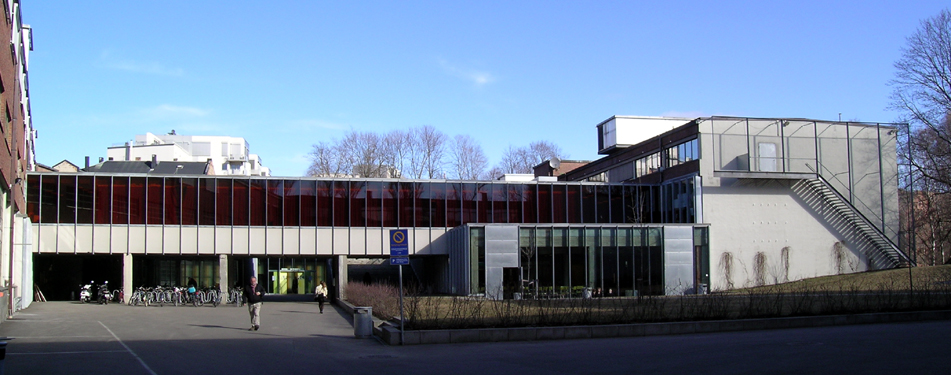
Arkitektur- og designhøgskolen i Oslo

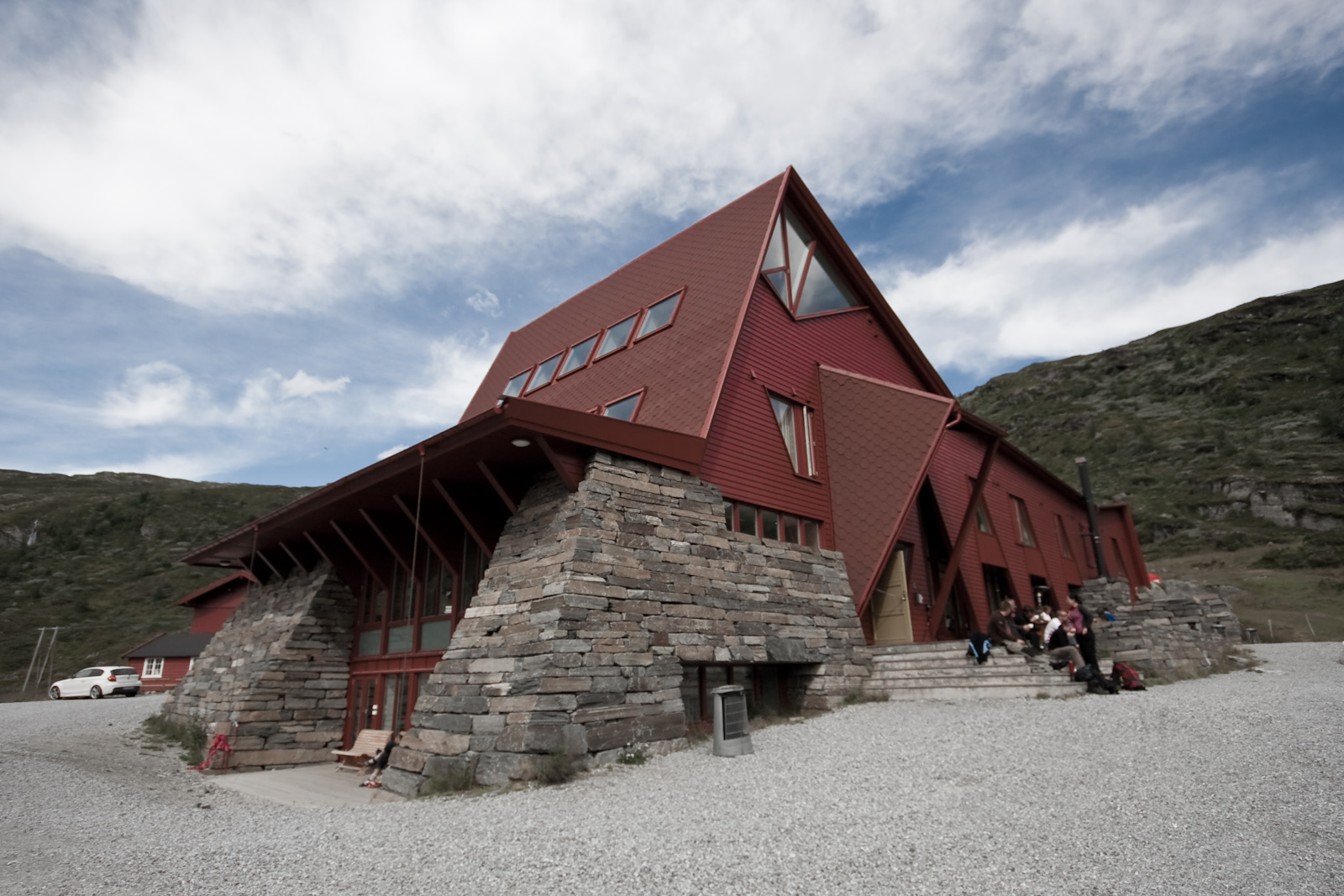
Turtagrø Hotel

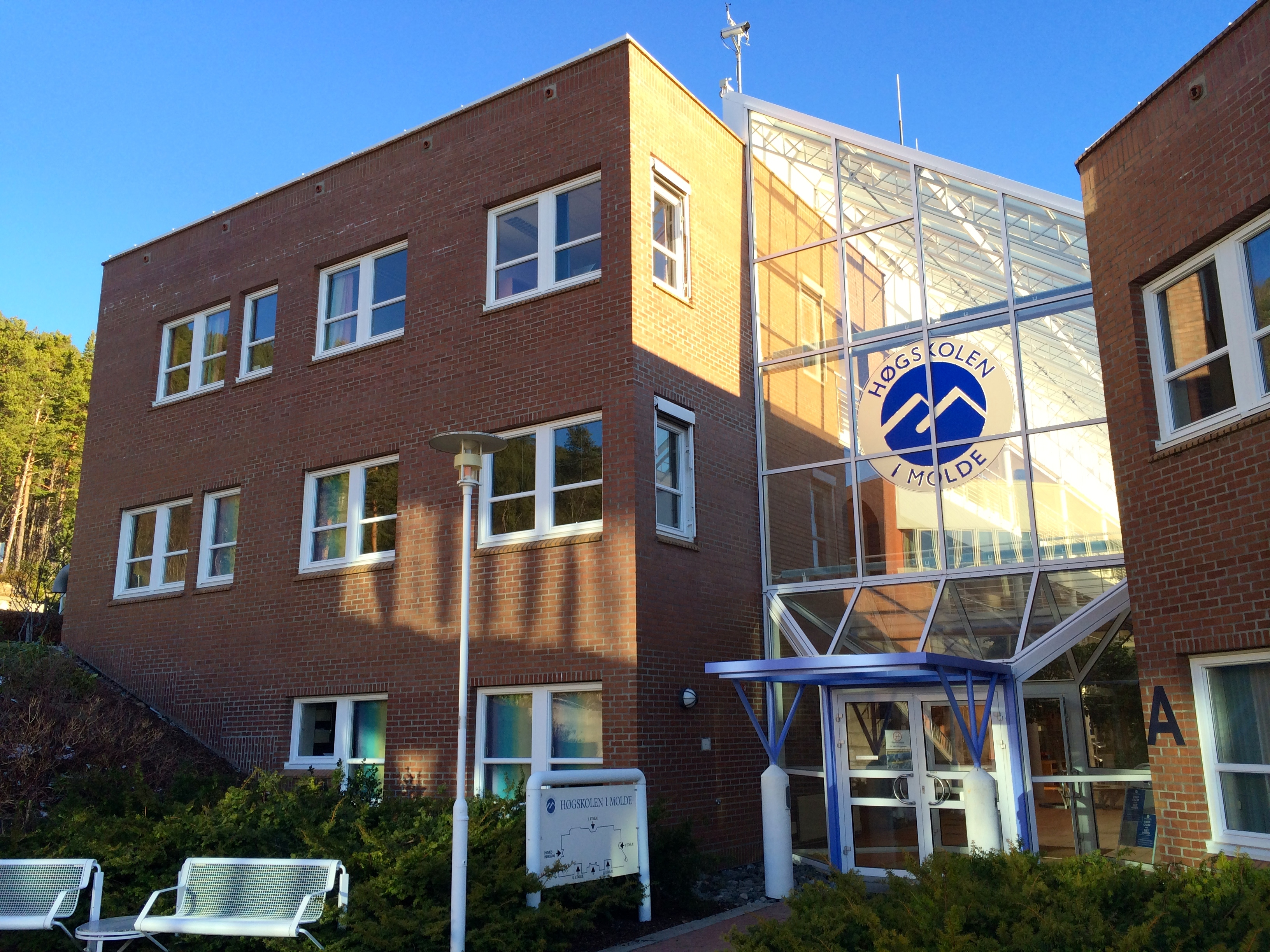
Høgskolen i Molde

Jarmund/Vigsnæs AS Arkitekter är en norsk arkitektfirma, som grundades 1996 av Håkon Vigsnæs (född 1962) och Einar Jarmund (född 1962). Alessandra Kosberg (född 1967) tillkom 2004 som tredje partner i firman. 
Kontoret, som ligger i Oslo, hade 2017 omkring 18 anställda.

## Byggnader i urval
- Høgskolen i Molde (1993, 2003)
- Administrationsbyggnad för Sysselmannen på Svalbard, Longyearbyen, Svalbard ((återuppbyggnad efter brand) (1997)
- Trafikcentral på Kvitsøy (påbyggnad av existerande lotstation) (1999)
- Vestkantbadet i Oslo (rehabilitering och ombyggnad) (2000)
- Arkitektur- och designhøgskolen i Oslo (ombyggnad av Oslo Lysverkers verkstadsbyggnad) (2001)
- Turtagrø hotel, Luster (återuppbyggnad efter brand) (2002)
- Svalbard forskningspark, Longyearbyen, Svalbard (2006)
- Fridaskolans sporthall, Vänersborg (2009)
- Myrkdalen Hotel, Myrkdalen (2012)
- Turistfacilitet vid Steinsdalsfossen (2014)
- Rabothytta, Okstindan, Nordland (2014)
- Norsk nationell turistväg i Lofoten: Hamnøy, Nappskaret og Raftsundet
- Dønning ungdomshus, Gimsøystraumen i Lofoten
- Moloveien 28, lägenheter, Ålesund
- Noria Moria, lägenheter och hotell på Norefjell
- Forsvarsdepartementet (kontorsbyggnad på Akershus, tillsammans med ØKAW arkitekter)
- Studentbostäder i Leiden, Nederländerna (ombyggnad av tidigare fabrik)
- Telenor AS, Fornebu
- Washington Pass Visitor Center, Okanogan-Wenachee National Forest, delstaten Washington, USA